# Taraxacum horridifrons
Taraxacum horridifrons — вид квіткових рослин з родини айстрових (Asteraceae). Вид зростає в Європі: Австрія, Чехія, Данія, Фінляндія, Німеччина, Велика Британія, Польща, Іспанія; це багаторічна рослина помірних біомів.

## Середовище
Населяє узлісся, луки, живоплоти.

## Характеристика
Кульбаба середнього розміру з досить великою кількістю розпростертих вузько-довгастих листків. Листки середньо-зелені, на верхній поверхні дуже волохаті, з невеликими темними плямами на міждолях у особин, які піддалися стресу. Черешки зелені, крилаті. Бічні частки листа 4–5, трикутні з 1–2 великими зубцями або розділені на частини у молодих або нестресованих особин, але розриваються і розрізаються майже до середини ребра при стресі. Зовнішні приквітки блідо-сірі на верхній поверхні, широкі та довгасті, сигмовидної форми, відігнуті в бутоні, але стають розпростертими.